# 機械力学
機械力学（きかいりきがく、英語: dynamics of machinery）は、剛体に生じる力を考える学問である。機械工学における4大力学（機械力学、材料力学、流体力学、熱力学）の一つで、材料力学が材料の変形を考慮する学問なのに対し、機械力学では材料を仮想的に変形しないもの（剛体）として扱う。

## 概要
機械の設計時には、機械力学で材料に働く力の大きさを求め、その後機械力学で求めた力を元に、材料力学で材料の変形を考慮しながら材料の材質・サイズ等を決定していく。機械を設計する上で、機械力学と材料力学の関係は切っても切り離せない密接なものと言える。

## 機械力学の分野
- 静力学（英語: Statics） - 剛体が静止しているときに働く力を考える（主に剛体の静止条件）[8]。
- 動力学（英語: Dynamics）- 剛体が運動しているときに働く力を考える。剛体の運動を並進運動と回転運動により記述する。